# 彭八百
彭八百（1882年—1971年），字溥皋，曾用名彭鸿恩，号耕兰山人，河北曲周人，中国画家、政治人物，中央文史研究馆馆员。